# 安道尔护照
安道尔护照，是安道尔政府签发给安道尔公民的国际旅行文件。安道尔公民不是欧盟公民，但是他们在穿越申根区外部边境时仍可以使用欧盟和欧洲经济区成员国公民通道，而无需使用第三国国民柜台。

## 签证要求

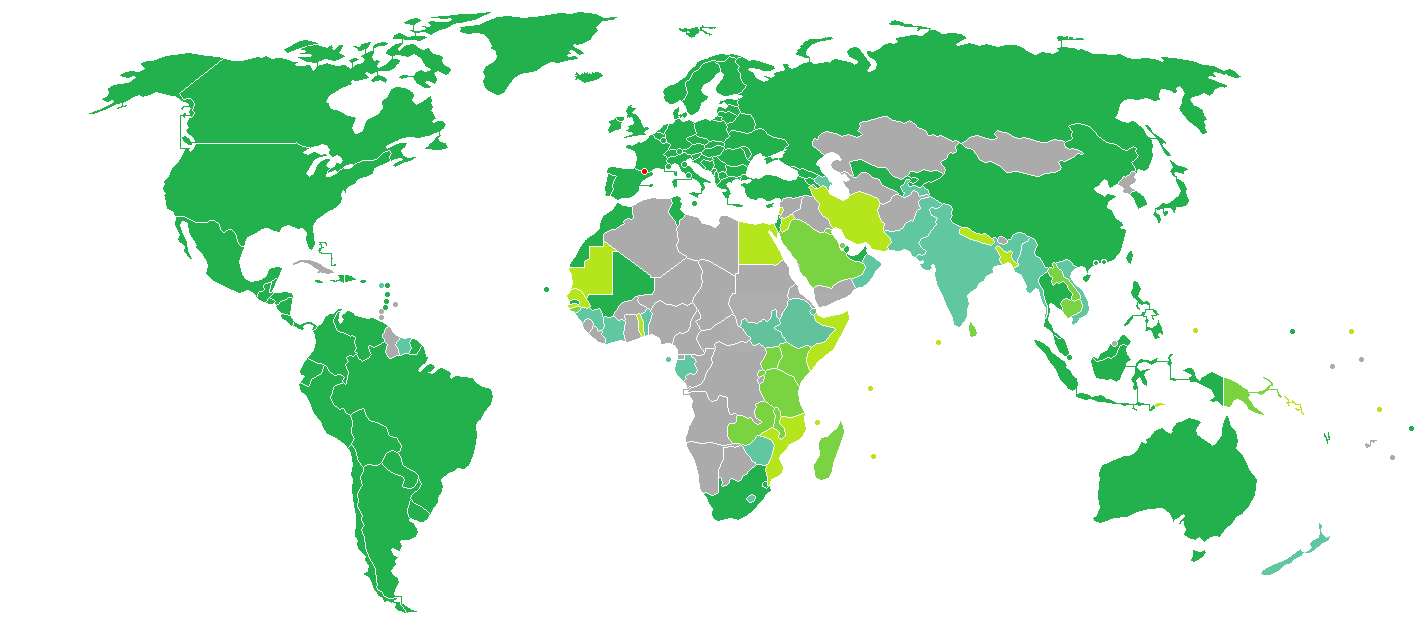
安道尔公民签证要求
安道尔
免签证
落地签证
电子签证
落地签证或电子签证均可
需要签证

根据2025年1月8日发布的亨利护照指数，安道尔护照可免签证、落地签证或电子签证入境171个国家和地区，位居世界第18，与巴西、圣马力诺、中华人民共和国香港特别行政区护照并列。